# Pribinić
Pribinić (en serbe cyrillique : Прибинић) est un village de Bosnie-Herzégovine. Il est situé dans la municipalité de Teslić et dans la république serbe de Bosnie. Selon les premiers résultats du recensement bosnien de 2013, il compte 1 441 habitants.

## Démographie

### Évolution historique de la population dans la localité
| 1948 | 1953 | 1961  | 1971  | 1981  | 1991  | 2013  |
| ---- | ---- | ----- | ----- | ----- | ----- | ----- |
| -    | -    | 2 257 | 2 194 | 2 219 | 1 996 | 1 441 |

|  |

### Communauté locale
En 1991, la communauté locale de Pribinić comptait 2 943 habitants, répartis de la manière suivante.